# Тинівка
Тині́вка — село в Україні, в Баштечківській сільській громаді Уманського району Черкаської області. Розташоване за 27 км на схід від міста Жашків. Населення становить 1 523 особи.

## Топоніми
Є два твердження про походження назви села:
- у першому твердженні говориться про те, що назва села походить від прізвища графа Тинівського, який володів цим селом і його землями;
- друга версія вказує, що село було огороджене високим тином та обнесене глибоким ровом, і від того пішла така назва.

Село ділиться за своїми назвами на чотири частини:
- одна частина називається Горошинівка (є відомості, що там вперше поселився Горошина);
- друга частина називається Чаплинка (вперше на цім місці поселився Чаплинський);
- є територія, яка називається Новоселиця. Тут село добудовувалось у найпізніший період;
- четверта частина села називається Круглим током. Це місце раніше займали панські токи.

## Історія
Час заснування села припадає на 1560—1600 роки.
До поселення графа Тинівського село мало назву Краснопілка і відносилося до Київської губернії.
У далеку давнину на село часто нападали татари, які раптовою навалою грабували і полонили селян. Землі навколо села і тепер називаються Голіндерня, Поди, Земство.
Перша дерев'яна церква збудована у 1776 році, а п'ятикупольна церква збудована у 1833 році.
До Жовтневого перевороту населення не одержувало медичної допомоги, лікували тільки знахарки, в селі не було жодного культурного закладу — клубу, лікарні чи бібліотеки. У вільну годину молодь відпочивала на вечорницях, або це називали досвітками. Жінки шили та вишивали. Жіночі сорочки з білого полотна вишивалися квітками від коміра до чохла. Спідниці шили довгі, у 8-9 пілок. Деякі жінки носили запаски, які підв'язувались червоним поясом. На шиї — обов'язково хрестик, намисто. Чоловіки носили широкі штани, теж підв'язані зеленим або червоним поясом. Замість ґудзиків прив'язували нитками дерев'яні палички. У селі працював базар, було багато крамниць, які належали панам і де торгували євреї. В селі існувала лише церковноприходська школа, де працював один вчитель, який вів підготовчий клас.

### Радянська влада
З 1918 року додатково було відкрито однокласне училище на чотири групи, там працювали чотири вчителі. У 1919 році відкрито початкову школу, а у 1927 році — семирічну. До німецько-радянської війни працювала середня школа, яка через війну так і не встигла випустити перших своїх учнів.
У 1920 році створено комітет бідноти, головою якого обрано Поліщука Федора Костянтиновича. Комітет працював до 1923 року.
У 1930 році в селі закінчилася примусова колективізація. З'явились трактори, сільськогосподарські машини, кінний завод, тваринницькі ферми, пошта, споживча кооперація, млин і олійня.
З 1932 року організовано колгосп імені Леніна. До складу правління входили: Гарбар Іван, Присяжнюк Кирило, Хом'як Іван, Хазанович Шльома, Лавренюк Мартин, Мирогородська Параска Сергіївна.
Село постраждало внаслідок геноциду українського народу, проведеного окупаційним урядом СРСР 1923—1933 та 1946–1947 роках.
600 мешканців села брали участь у боях радянсько-німецької війни, 216 з них загинули, 205 нагороджені орденами й медалями. Вивезено на роботи до Німеччини 200 осіб молоді, не повернулося — 60. Село було відвойоване у нацистів 27 лютого 1944 року.
Станом на початок 70-х років ХХ століття в селі розміщувалась центральна садиба колгоспу імені Ілліча, за яким було закріплено 3 808,9 га сільськогосподарських угідь, в тому числі 3 678,5 га орної землі. В господарстві вирощували зернові і технічні культури, було розвинуте м'ясо-молочне тваринництво, садівництво, городництво, бджільництво та рибництво. Працювали млин, пилорама, олійниця, столярно-теслярська майстерня.
Також на той час працювали середня школа, будинок культури з широкоекранною кіноустановкою, бібліотека з фондом 10 тисяч книг, дільнича лікарня на 35 ліжок, філія зв'язку, ощадна каса.

## Сучасність
В селі працюють загальноосвітня школа I—III ступенів, Будинок культури, бібліотека, дільнична лікарня, філія зв'язку, автоматична телефонна станція на 35 абонентів, РТВ.
В селі встановлено два пам'ятники воїнам, які загинули при відвоюванні села у німецьких військ, пам'ятник партизанам, що загинули у 1918 році, пам'ятник трудової слави першим жінкам-трактористкам села, пам'ятник воїнам-односельцям, що загинули у боях радянсько-німецької війни.

### Ресурси інтернету
- Український видавничий портал «Хто є хто»[недоступне посилання з липня 2019]